# Osinskij rajon (Territorio di Perm')
L'Osinskij rajon (in russo Осинский район?) è un municipal'nyj rajon (муниципальный округ) del Territorio di Perm', in Russia; il centro amministrativo è la città di Osa.
Il distretto si trova nella parte meridionale della regione di Perm' e comprende parte del bacino di Votkinsk (fiume Kama).